# Nederländska Antillerna i olympiska sommarspelen 1952
Nederländska Antillerna deltog med elva deltagare vid de olympiska sommarspelen 1952 i Helsingfors. Ingen av landets deltagare erövrade någon medalj.